# Anass Nasser
Anass Nasser (en arabe : أنس ناصر), né le 10 janvier 1996 à Kénitra (Maroc), est un joueur de futsal international marocain.

## Biographie

### Carrière en club
Anass Nasser se forme au futsal au Dynamo Kénitra lors de la saison sportive 2016-2017 avant de rejoindre le club du Loukkous Ksar El Kebir (CLKK).
En 2018, il change de club pour évoluer à l'Athletico Kénitra (ACAK) où il reste deux saisons. Au moment de son départ du club, l'ACAK disparaît puisque ce dernier fusionne avec le Chabab Mohammédia.
Néanmoins il reste à Kénitra, en rejoignant en 2020 un autre club de la ville, le Sebou Kenitra qui évolue en deuxième division et avec lequel il ne joue qu'une seule saison.

#### Expérience en Finlande au FC Kemi (2021-)
Après avoir côtoyé plusieurs clubs locaux, Nasser décide de quitter son pays natal pour la Finlande en signant au FC Kemi avec son compatriote Soufiane Borite.
Lors de sa première saison, son équipe termine première de la saison régulière, mais échoue en demi-finale des play-offs contre le Golden Futsal Team.
Sur l'ensemble de la saison 2021-2022, Anass Nasser dispute 30 matchs pour 8 buts marqués et réalise 4 passes décisives.
Comme lors de la première saison, son équipe termine première au classement de la saison régulière 2022-2023 et valide son ticket pour les play-offs. Mais cette fois-ci le FC Kemi atteint la finale et termine vice-champion de Finlande (finale perdue contre le Dynamo Kady : 3 manches à 1).
Anass Nasser poursuit avec le FC Kemi. Cependant, à l'instar de la saison précédente, son équipe s'incline en finale des play-offs, face à l'AKAA futsal. Durant cette saison, Anass Nasser dispute un total de 31 matchs en étant impliqué sur 39 buts (26 buts marqués).
Le 11 septembre 2024, il prolonge son contrat d'une saison supplémentaire.

### Carrière internationale
Anass Nasser est international marocain depuis 2022.
Convoqué par Hicham Dguig, il dispute ses premiers matchs avec la sélection marocaine les 21 et 22 décembre 2022 à l'occasion d'une double confrontation amicale face à la Lettonie. Le Maroc s'impose sur les deux matchs (9-1 puis 7-2).
Il est sélectionné pour participer au mois de mars 2023 à deux doubles confrontations amicales, contre l'Irak et l'Estonie. Il ne participe qu'au premier match contre les Irakiens qui voit les Marocains l'emporter 5 à 2.

## Statistiques

### Statistiques détaillées en club
| Saison                | Club                  | Championnat           | Championnat | Championnat | Championnat | Coupe(s) nationale(s) | Coupe(s) nationale(s) | Coupe(s) nationale(s) | Total | Total | Total |
| Saison                | Club                  | Division              | M.          | B.          | P.d.        | M.                    | B.                    | P.d.                  | M.    | B.    | P.d.  |
| 2021-2022             | FC Kemi               | Division 1            | 30          | 8           | 4           | -                     | -                     | -                     | 30    | 8     | 4     |
| 2022-2023             | FC Kemi               | Division 1            | 32          | 31          | 20          | -                     | -                     | -                     | 32    | 31    | 20    |
| 2023-2024             | FC Kemi               | Division 1            | 31          | 26          | 13          | -                     | -                     | -                     | 31    | 26    | 13    |
| 2024-2025             | FC Kemi               | Division 1            | 2           | 1           | 0           | -                     | -                     | -                     | 2     | 1     | 0     |
| Sous-total            | Sous-total            | Sous-total            | 95          | 66          | 37          | -                     | -                     | -                     | 95    | 66    | 37    |
| Total sur la carrière | Total sur la carrière | Total sur la carrière | 95          | 66          | 37          | -                     | -                     | -                     | 95    | 66    | 37    |

### En sélection
Le tableau suivant liste les rencontres de l'équipe du Maroc auxquelles Anass Nasser a pris part depuis le 21 décembre 2022 :